# Nottinghamshire
Nottinghamshire là một hạt của Anh. Nottinghamshire nằm ở đông trung bộ Anh, giáp biên giới Nam Yorkshire phía tây bắc, Lincolnshire, phía đông, Leicestershire ở phía nam, và Derbyshire về phía tây. Thủ phủ truyền thống của hạt là thành phố Nottingham, mặc dù Hội đồng quận có trụ sở tại West Bridgford trong các quận của Rushcliffe, tại một vị trí nhìn đối diện với Nottingham trên sông Trent.
Các quận, huyện của Nottinghamshire gồm có Ashfield, Bassetlaw, Broxtowe, Gedling, Mansfield, Newark và Sherwood, và Rushcliffe. Thành phố Nottingham hành chính một phần của Nottinghamshire giữa năm 1974 và 1998, nhưng bây giờ là một cơ quan đơn nhất, còn lại một phần của Nottinghamshire cho mục đích nghi lễ.
Đến năm 2006, ước tính dân số của hạt  chỉ hơn 1.000.000 người. Hơn một nửa dân số của quận trong thành thị Nottingham (trong đó tiếp tục vào Derbyshire). Khu vực thành thị có dân số khoảng 650.000 người, mặc dù ít hơn một nửa sống trong ranh giới thành phố.